# Urban Terror
Urban Terror – modyfikacja gry FPS Quake III: Arena wyprodukowana przez FrozenSand (wcześniej Silicon Ice Development). W przeciwieństwie do oryginału, gra kładzie większy nacisk na realizm rozgrywki i jest zbliżona do Counter-Strike'a. Wprowadza ona do rozgrywki wiele elementów taktycznych, czyniąc tym samym grę zespołową bardziej realistyczną.
W Urban Terror wykorzystywane jest autentyczne uzbrojenie używane przez współczesnych żołnierzy. To samo tyczy się modeli postaci oraz map, na których toczą się pojedynki – współczesne lokacje, różne miasteczka i aglomeracje miejskie, wnętrza budynków itp.
By zainstalować Urban Terror, niepotrzebna jest pełna wersja gry Quake III: Arena – od momentu wydania wersji 4.0 (1 kwietnia 2007) Urban Terror jest samodzielną oraz darmową grą.
W związku z decyzją o porzuceniu silnika id Tech 3 na rzecz własnego rozwiązania, zdecydowano się zmienić nazwę planowanej wersji 4.2 gry na Urban Terror HD.